# ドビュッシー (小惑星)
ドビュッシー (4492 Debussy) は、小惑星帯に位置する小惑星である。エリック・エルストがオート＝プロヴァンス天文台で発見した。
フランスの作曲家クロード・ドビュッシーにちなんで名付けられた。
2002年10月30日から12月4日までと、2004年3月18日から5月18日まで行われた光度曲線観測によって衛星が発見された。衛星の直径は約 6 km で、主星から 5.2 - 13.5 km ほど離れた軌道を主星の自転に同期して回っている。